# Кедъярви
Кедъярви — озеро на территории Видлицкого сельского поселения Олонецкого района Республики Карелия.

## Общие сведения
Площадь озера — 0,7 км². Располагается на высоте 38,0 метров над уровнем моря.
Форма озера продолговатая: вытянуто с северо-запада на юго-восток. Берега каменисто-песчаные, возвышенные.
Через озеро протекает несущий воды из озера Калиярви ручей Кейдоя, впадающий по правому берегу в реку Видлицу.
Населённые пункты возле озера отсутствуют. Ближайший — деревня Большие Горы — расположен в 3 км к югу, куда от озера ведёт грунтовая дорога местного значения.
Код объекта в государственном водном реестре — 01040300211102000014527.